# Challenger de Segovia 2024
El torneo Open Castilla y León 2024 fue un torneo de tenis perteneció al ATP Challenger Tour 2024 en la categoría Challenger 50. Se trató de la 38.ª edición, el torneo tuvo lugar en la ciudad de Segovia (España), desde el 22 hasta el 28 de julio de 2024 sobre pista dura al aire libre.

## Jugadores participantes del cuadro de individuales
| Preclasificado | País                 | Jugador           | Rank1 | Posición en el torneo |
| 1              | Bandera de Francia   | Antoine Escoffier | 209   | CAMPEÓN               |
| 2              | Bandera de Francia   | Jules Marie       | 230   | Primera ronda         |
| 3              | Bandera vacío        | Alibek Kachmazov  | 255   | Segunda ronda         |
| 4              | Bandera vacío        | Egor Gerasimov    | 265   | Segunda ronda         |
| 5              | Bandera de Francia   | Robin Bertrand    | 279   | Primera ronda         |
| 6              | Bandera de Bélgica   | Michael Geerts    | 319   | Segunda ronda         |
| 7              | Bandera de Dinamarca | August Holmgren   | 320   | Primera ronda         |
| 8              | Bandera de Ucrania   | Vadym Ursu        | 326   | Primera ronda         |

- 1 Se ha tomado en cuenta el ranking del 15 de julio de 2024.

### Otros participantes
Los siguientes jugadores recibieron una invitación (wild card), por lo tanto ingresan directamente al cuadro principal (WC):
- Nicolás Álvarez Varona
- Mario González Fernández
- Alejo Sánchez Quílez

Los siguientes jugadores ingresan al cuadro principal tras disputar el cuadro clasificatorio (Q):
- Fabrizio Andaloro
- John Echeverría
- Iván Marrero Curbelo
- Álex Martínez
- Adria Soriano Barrera
- Max Wiskandt

## Campeones

### Individual Masculino
- Antoine Escoffier derrotó en la final a  Álex Martínez por 6–3, 2–6, 6–3

### Dobles Masculino
- Dan Added /  Arthur Reymond derrotaron en la final a  Alexander Donski /  Tiago Pereira por 6–4, 6–3